# Alpheioides parvulalis
Alpheioides parvulalis är en fjärilsart som beskrevs av Barnes och Mcdunnough 1912. Alpheioides parvulalis ingår i släktet Alpheioides och familjen mott. Inga underarter finns listade i Catalogue of Life.